# Pałac w Łowczycach
Pałac w Łowczycach – pałac wybudowany w 1870 ze szpiczastą wieżą według projektu Jana Dolińskiego jako zameczek myśliwski. We frontonie po lewej stronie od głównego wejścia  w kartuszu herby: hrabiowski Starzeńskich (L) i herb Leliwa Gołuchowskich (P). Obiekt otaczał park krajobrazowy o powierzchni kilku hektarów.

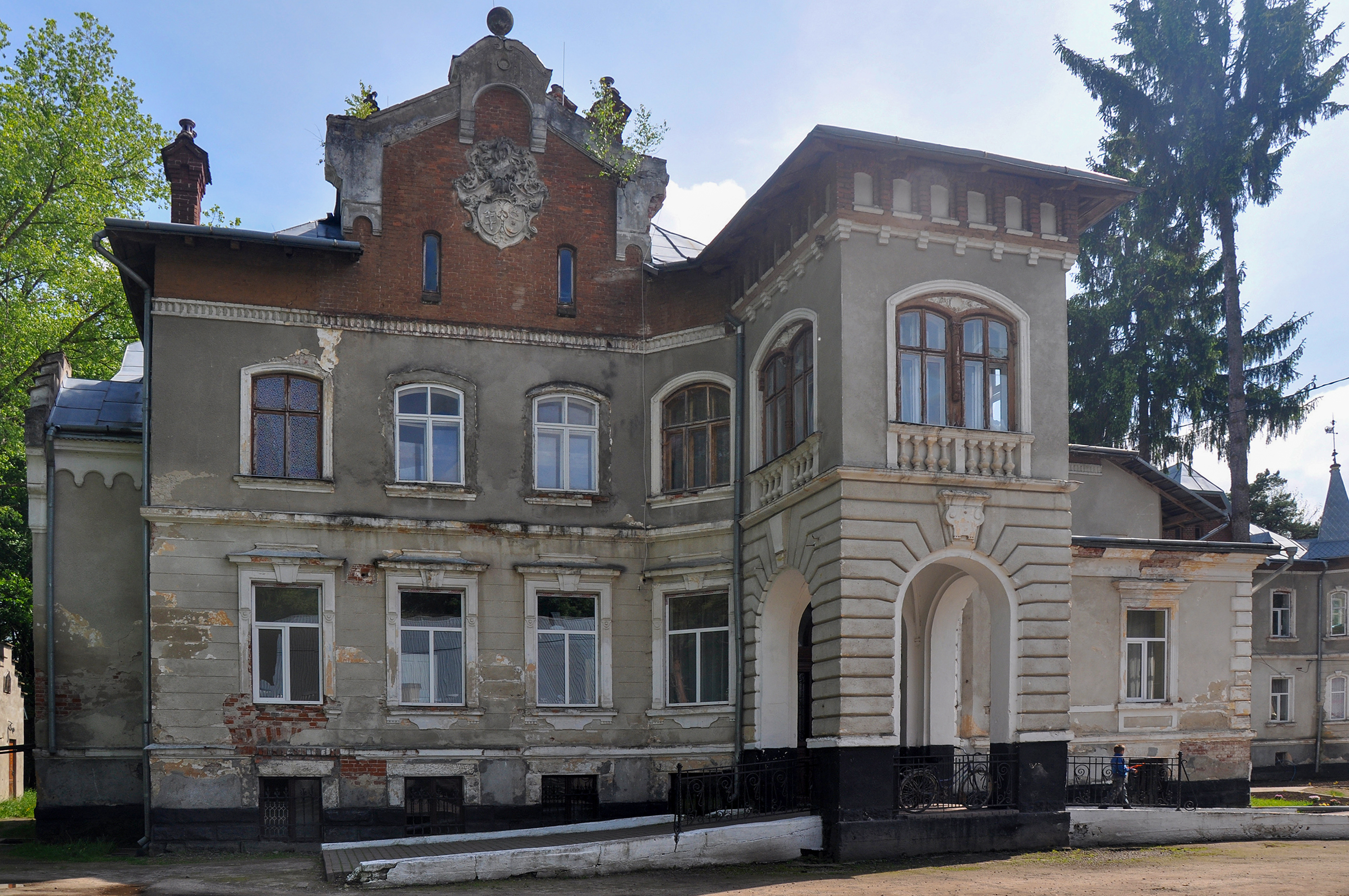
Pałac w Łowczycach
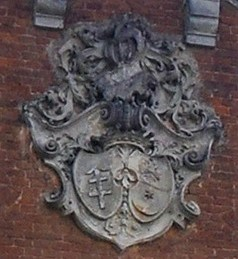
Herby Starzeńskich i Gołuchowskich
Herb hr. Starzeńskich
herb Leliwa Gołuchowskich